# L'amor che move il sole e l'altre stelle

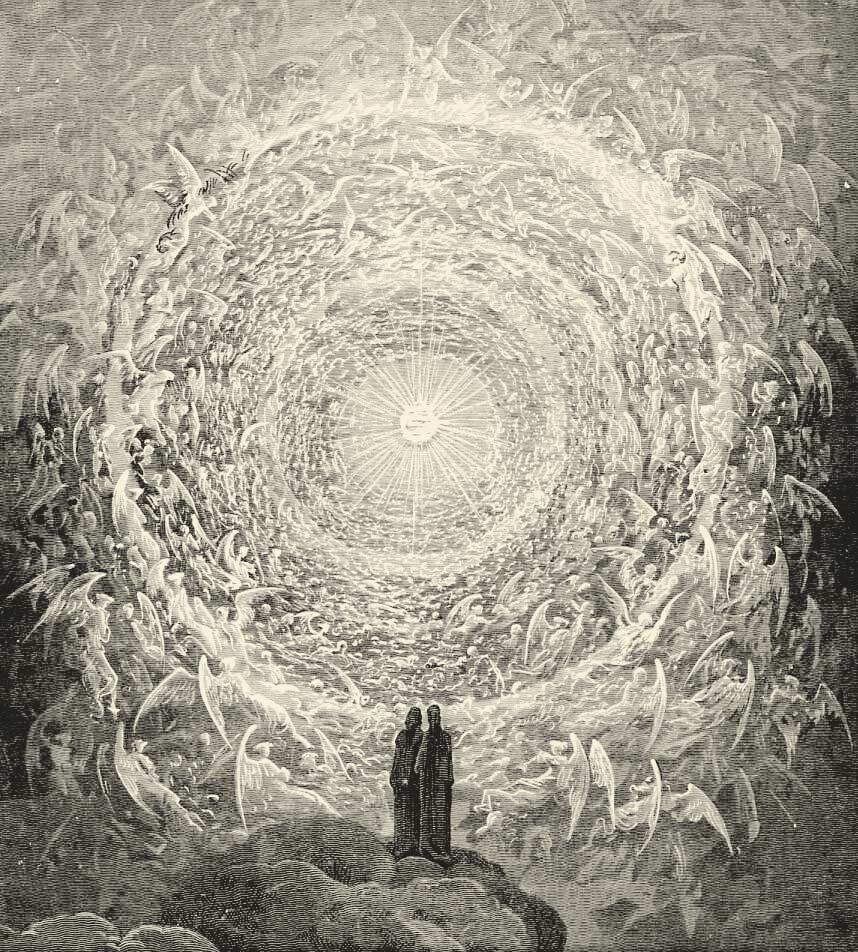
Dante Alighieri e Beatrice contemplano l'Empireo, da un'illustrazione di Gustave Dorè

L'amor che move il sole e l'altre stelle (Paradiso, XXXIII, v. 145) è l'ultimo verso del Paradiso e della Divina Commedia di Dante Alighieri. 
Dopo la fugace visione di Dio, realizzazione piena del suo itinerarium mentis in Deum (per definirlo con le parole di san Bonaventura), Dante sente che l'Amore "che move il sole e l'altre stelle" sta ormai muovendo anche il suo desiderio e la sua volontà (vv. 142-145). Dante così si riconosce "nella solitudine infinita del solo Dio", collocandosi nella perfezione del moto circolare divino. 
Le stelle, osserva Attilio Momigliano, sono la meta di Dante e perciò ricorrono nel verso finale di ogni cantica della Divina Commedia: una rispondenza che «non è pura simmetria, ma espressione del motivo ideale che corre attraverso il poema e lo innalza costantemente verso la meta». Con questo verso, Dante racchiude il significato dell'intera opera, di Dio, dell'universo e del fatto che l'amore è il meccanismo del mondo e di tutta la vita.